# Lintkasteel

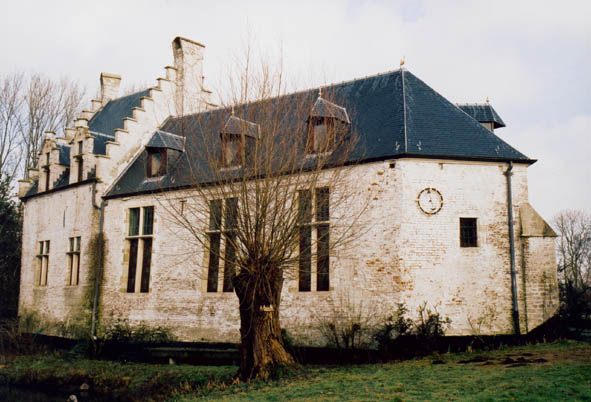
Het Lintkasteel (januari 2001)

Het Lintkasteel is een overblijfsel van een waterkasteel in de Vlaamse gemeente Grimbergen. Het ligt aan de Gillebeek en dateert uit de 16e-17e eeuw. Een ander gedeelte, opgetrokken in neotraditionele stijl, dateert uit het eerste kwart van de 20e eeuw. De benaming van het kasteel verwijst naar de familie van Lint die tot aan de Franse Revolutie leenheren waren van de Heren van Grimbergen.
De omgeving van het kasteel is landschappelijk zeer waardevol. De vochtige gronden van een voormalige beekdepressie zijn beplant met rijen populieren die deze plaats een groen en gesloten karakter geven, midden het open landbouwgebied.
Het Lintkasteel werd op 9 juli 1980 beschermd. Vlakbij het kasteel ligt het vliegveld Grimbergen en het Lintbos.

## Eigenaars

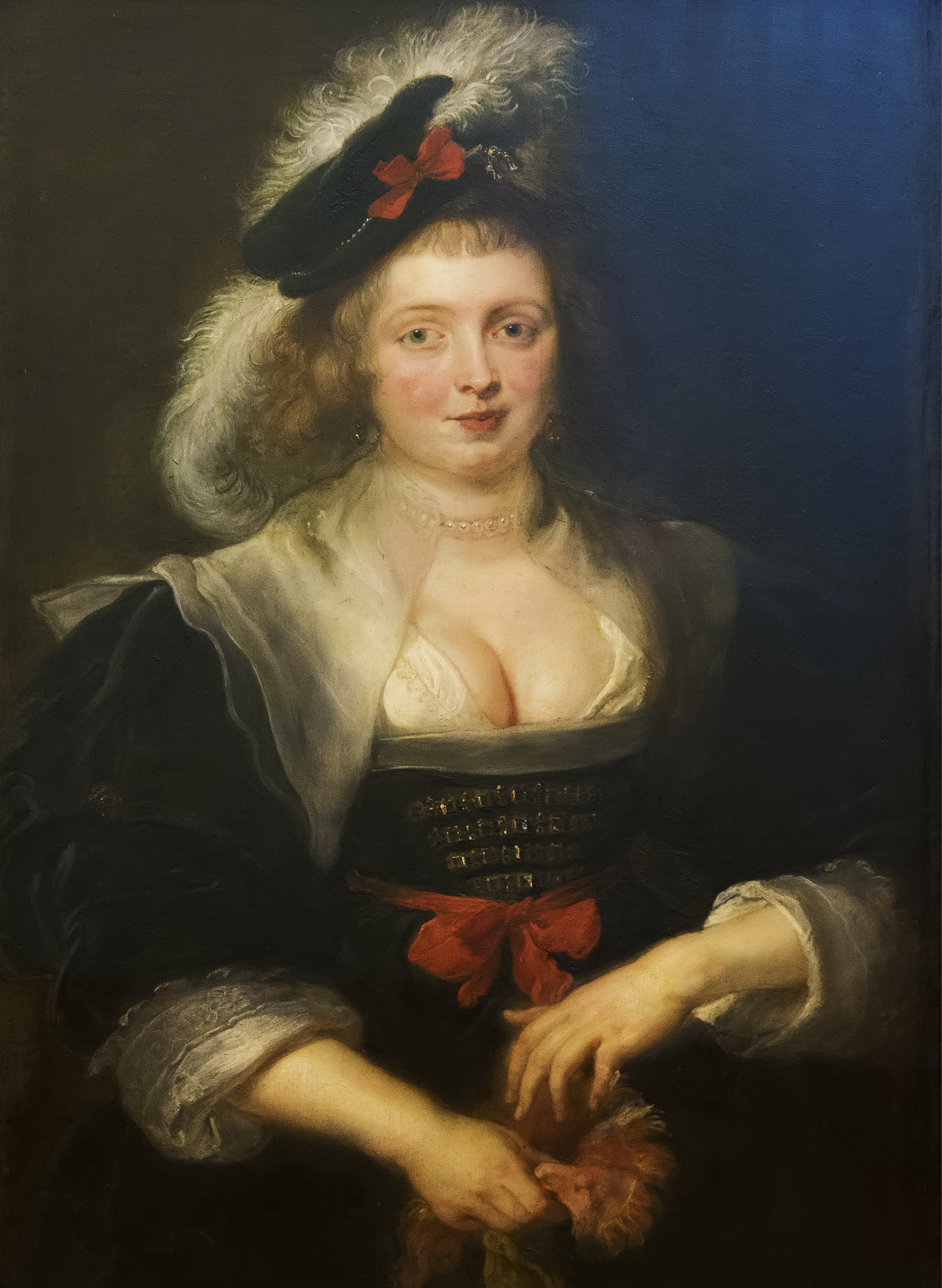
Hélène Fourment

Hélène Fourment (1614 - 1673), de tweede echtgenote van Rubens, was ooit Dame van Lint.
Het grootste deel van de 19e eeuw was het hof van Lint in het bezit van de graven van Liedekerke. 

### Burgemeester Van Campenhout
E.M.J de Liedekerke verkocht huis, hof en vijver in 1923-24 aan Jozef Van Campenhout (1885-1968), landbouwer en later burgemeester van Grimbergen.
In 1940 vestigde de Duitse bezetter zich in het Lintkasteel en breidde aan de overzijde van de Lintkasteelstraat het vliegveld uit. 

### Ridder Thys
Zakenman Albert Thys (1912 - 1981), voorzitter van Electrobel, die in 1964 door Koning Boudewijn geridderd werd, werd eigenaar van het kasteel in 1946. Hij liet de vervallen eigendom ombouwen tot een prestigieus landgoed en kocht ook de naburige Sint-Niklaashoeve om er onder meer zijn rijke collectie koetsen onder te brengen. Zijn grafkapel bevindt zich in de nabijheid, ten zuiden van de Lintkasteelstraat. 

### Zakenadvocaat Puelinckx
Na de dood van ridder Thys werd het domein in 1984 door de erfgenamen verkocht aan zakenadvocaat Alfons Puelinckx (°1937) en hooglerares Maria Coene. Zij besloten in 1991 de resterende linkervleugel van het Lintkasteel te restaureren met behulp van architect Guido Derks.
In 2021 werd het kasteel te koop aangeboden met een vraagprijs van 2480000 euro. In 2024 stond het kasteel nog steeds te koop en was de vraagprijs gedaald naar 2250000 euro.

## Fotogalerij

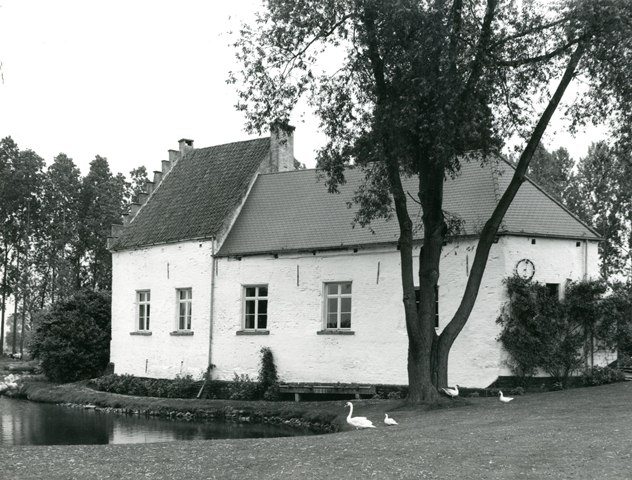
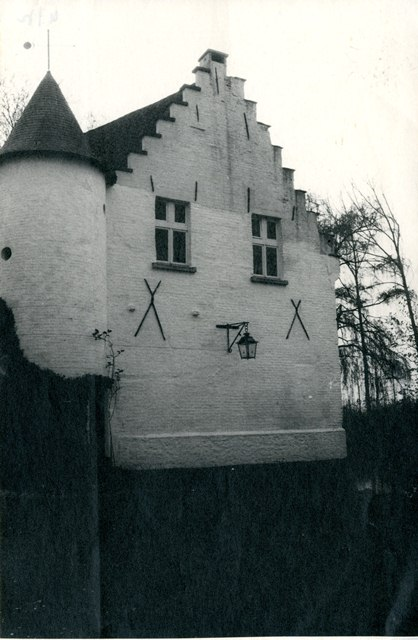
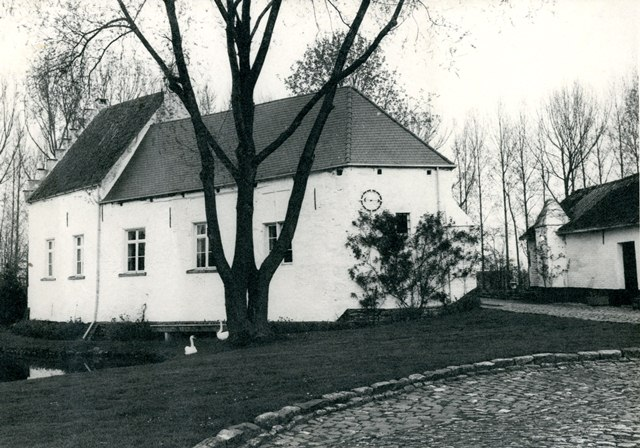
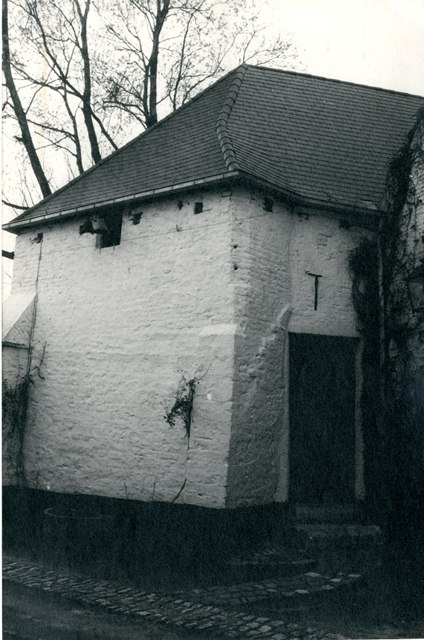

Het Lintkasteel in april 1972